# Tourisme industriel
Pour les articles homonymes, voir Tourisme (homonymie).
 (novembre 2012).
- Si vous ne connaissez pas le sujet, laissez ce bandeau (vous pouvez alors contacter les auteurs).
- Si vous supprimez le contenu mis en cause (vous pouvez préalablement contacter les auteurs),

argumentez précisément cette suppression dans la page de discussion
(un manque de référence n'est pas un argument ; une recherche réelle de référence doit avoir été effectuée, être formellement documentée).
 (novembre 2012).
Si vous disposez d'ouvrages ou d'articles de référence ou si vous connaissez des sites web de qualité traitant du thème abordé ici, merci de compléter l'article en donnant les références utiles à sa vérifiabilité et en les liant à la section « Notes et références ».

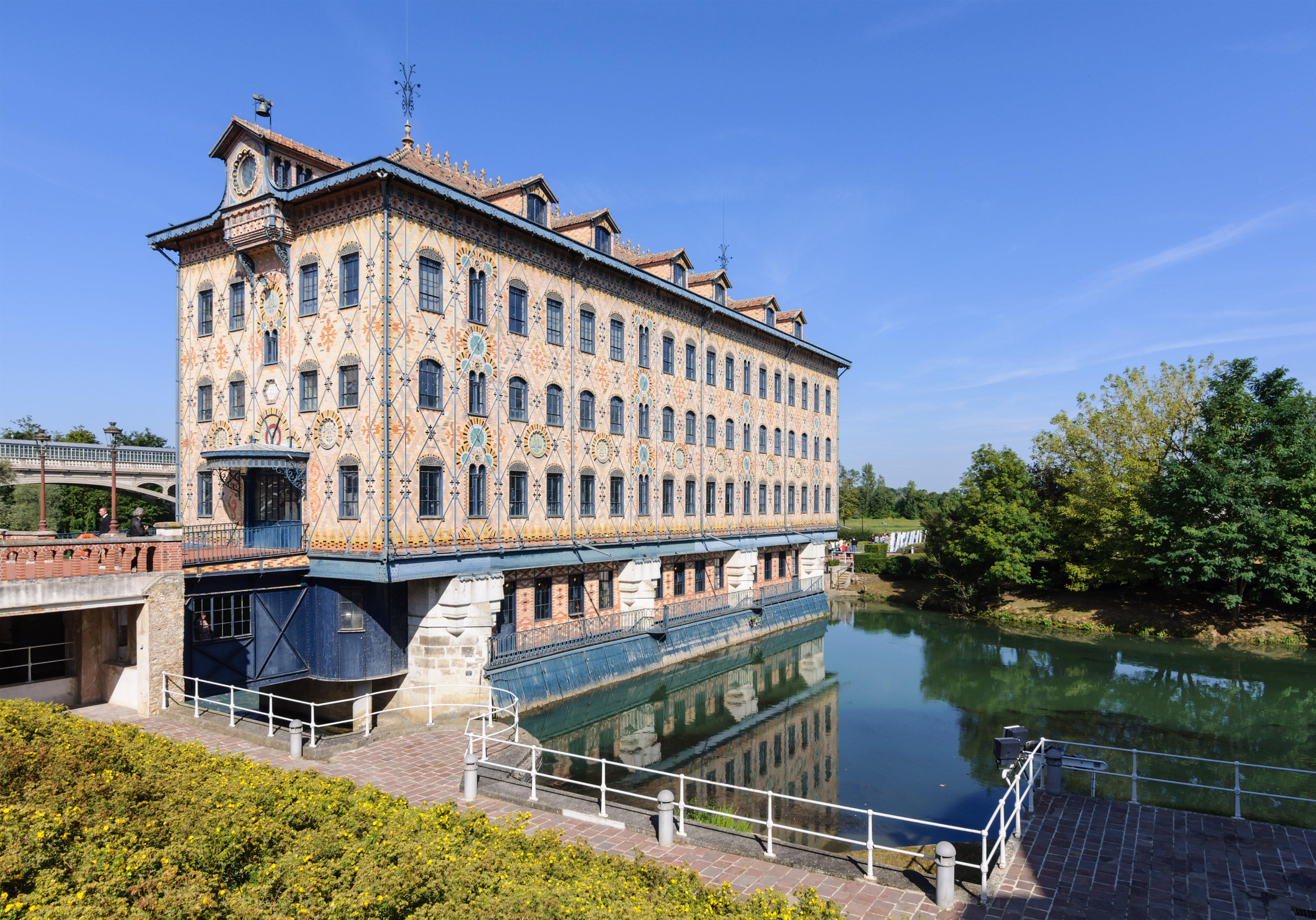
L'ancien moulin Saulnier de la chocolaterie Menier de Noisiel est accessible lors des Journées européennes du patrimoine.

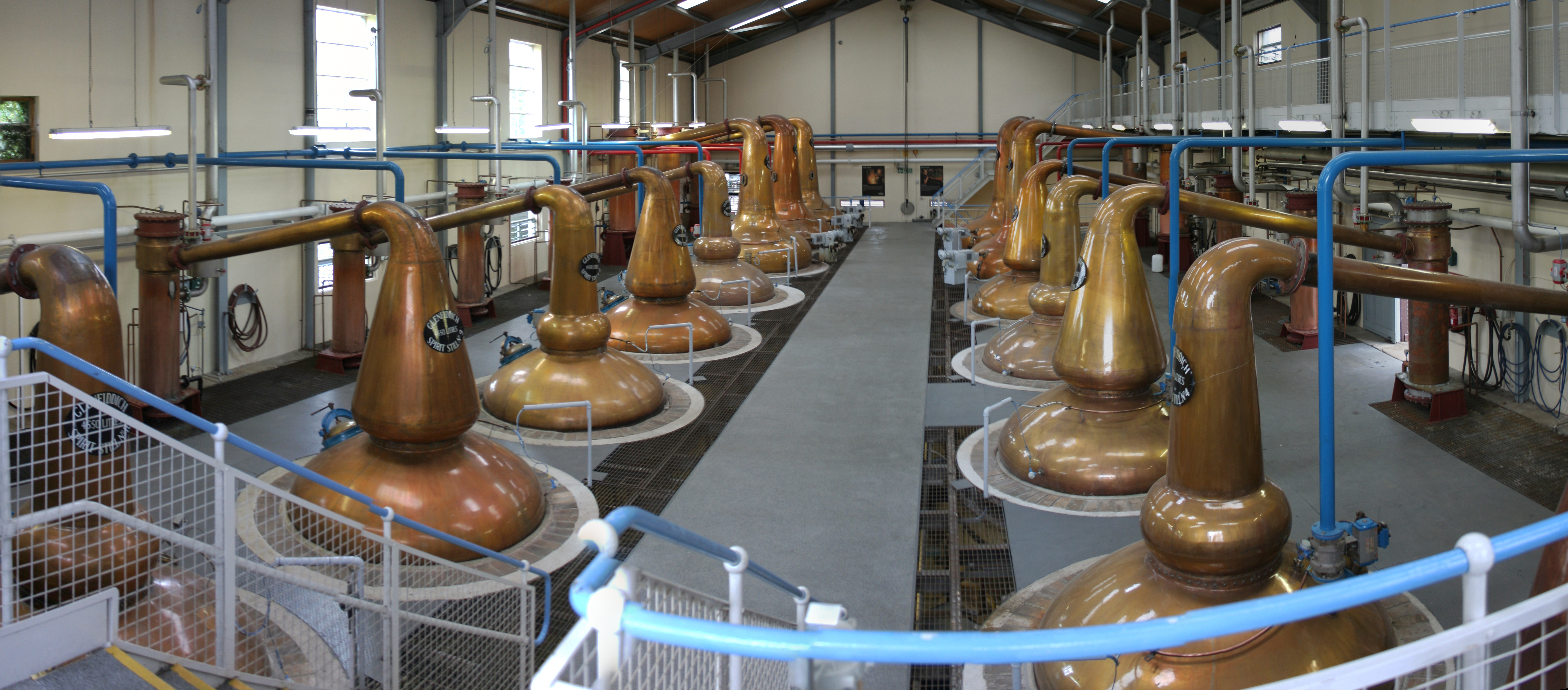
La distillerie de whisky de Glenfiddich, en Écosse, lors d'une visite.

Le tourisme industriel (et artisanal) désigne la forme de tourisme dont l'intérêt est constitué par les symboles d'une activité industrielle et artisanale, c'est-à-dire des unités de production (usines, fabriques, ateliers, carrières, mines, etc.) ou des édifices fonctionnels liés à cette activité (cités ouvrières, logements patronaux, etc.). 
Il arrive de distinguer le tourisme industriel culturel, qui se concentre sur le patrimoine industriel révolu ou traditionnel, le « tourisme de découverte économique » qui permet la découverte d'entreprises industrielles et artisanales en activité en les abordant par leur intérêt stratégique, scientifique, éducatif, et en les croisant à la dimension ludique du tourisme, et le tourisme scientifique. Cet article aborde l'ensemble des acceptions du terme, d'autant que celles-ci sont souvent confondues.

## Introduction
La juxtaposition de deux mots si antinomiques, l'un évoquant le loisir, l'autre le labeur, semblent pour le moins hérétique, tant le monde de l'entreprise, de la technique, et celui du tourisme se voient très différents. Pour autant, le tourisme industriel contemporain découle d'une pratique ancienne et diffuse. Celle-ci a longtemps réservé une place de choix aux activités traditionnelles, aux métiers de l'artisanat manuel et à l'agro-alimentaire ou aux spécialités « terroir » et souvent haut de gamme. C'est un domaine qui s'est beaucoup développé en France au cours des années 1980 autour du secteur de l'énergie, avec EDF et le lobby nucléaire. Depuis, ce secteur s'est continuellement développé et des régions ont fait le choix d'en faire une priorité de développement de leur territoire.
Le tourisme industriel se rapproche du tourisme culturel quand l'activité économique industrielle en question et/ou les sites, par leur architecture, sont constitutifs du patrimoine culturel de la région ou de la localité, du tourisme urbain par le fait que les sites industriels sont souvent en zone urbanisée, voire du tourisme d'affaires et même du tourisme noir quand il est motivé par des accidents industriels.

## Les différentes formes du tourisme industriel

### Contenus et offres
L'offre émane de divers intervenants : 
- entreprises : sites de production, musées d'entreprises,
- musées : publics ou privés, spécialisés ou généralistes mais comprenant dans ce dernier cas une ou plusieurs sections spécialisées,
- expositions temporaires,
- patrimoine architectural industriel et technique,
- sites archéologiques,
- parcours spécialisés.

La motivation principale des entreprises offreuses a longtemps été la vente directe, notamment pour les entreprises de l'agro-alimentaire (apiculteurs, viticulteurs, brasseurs,  mais aussi nougatiers de Montélimar, biscuitiers, chocolatiers, pâtissiers, distillateurs, etc.). Cette motivation ne pouvait concerner que les entreprises produisant de l'agro-alimentaire ou des objets de consommation courante destinés au consommateur final. 
Elle ne pouvait en aucun cas concerner les biens intermédiaires (ex. : produits semi-finis de la métallurgie), ni les services (ex. : épuration de l'eau). Or, les entreprises trouvent par le biais du tourisme technique le moyen de promouvoir ou de restaurer leur image de marque (ex. : les sites nucléaires d'EDF), de faire valoir leur rôle dans la protection de l'environnement (ex. une tannerie savoyarde qui produit en appliquant la Convention de Washington sur la protection de la faune) ; ou encore elles développent  par ce moyen un prolongement de leur politique publicitaire (ex. : Perrier, c'est fou ! à Vergèze, Volvic, Evian, Badoit, Vichy...). Ce ne sont pas les seules motivations : on trouve aussi très souvent la fierté d'un chef d'entreprise pour son  produit, pour son métier, c'est le cas de très nombreux PME et artisans. C'est aussi parfois un élément d'une politique de recrutement pour les métiers qui attirent peu les jeunes.
Les musées techniques ont acquis ces dernières années l'honorabilité qui leur faisait défaut il y a encore peu. Des collections prestigieuses ont fait l'objet de rénovations remarquables, par exemple, le Musée des arts et métiers à Paris, ou encore le Musée d'art et d'industrie de Saint-Étienne, et si on va à l'étranger le Museum of industry à Manchester, le Deutsches Museum à Munich, le Musée Leonardo da Vinci à Milan, pour s'en tenir aux plus importants.
Ce mouvement de réhabilitation des collections anciennes est de plus étayé par la création des Centres de culture scientifique et technique  (CCSTI), largement consacrés aux techniques modernes, et  désormais répartis sur tout le territoire français. Ils jouent un rôle muséographique moteur, un rôle d'animation technique et scientifique, dans leur environnement économique et technique régional.
Les techniques muséographiques ont considérablement évolué, mettant en œuvre plus d'interactivité, plus de participation du public. Par cet aspect, le Palais de la Découverte avait été en son temps un  innovateur, dans les années 1930, mais il n'est plus rare de voir participer le public, avec parfois des techniques proches de celles utilisées dans les parcs de loisirs : jeu, expérience en groupe, enquête, exploration-aventure (ex. Destination Or à Rouyn-Noranda au Québec).
Enfin, le patrimoine industriel bâti fait l'objet de mesures de conservation en l'état et de protection avec le classement Monument historique ou même l'inscription au patrimoine mondial de l'Unesco (comme c'est le cas pour l'usine sidérurgique de Völklingen en Allemagne). Il est d'autres fois réaffecté à un nouvel usage (ex. la Chocolaterie Menier à Noisiel qui est désormais le siège de Nestlé France, ou encore l'Usine LU à Nantes qui est transformée en centre culturel). De nombreux sites industriels, en activité ou désormais lieux de patrimoine,  sont ouverts à la visite lors des Journées du patrimoine, tous les ans en septembre, et connaissent à ce moment-là une grande affluence.

### Publics visés
Cette forme de tourisme vise plusieurs publics, très hétérogènes et s'appuie sur un niveau moyen de formation technique et scientifique qui a considérablement augmenté pour l'ensemble des populations européennes, autant par l'élargissement des champs de connaissances que par le niveau moyen de formation.
Les principaux publics visés sont : 
- les scolaires et étudiants, du primaire au supérieur, - les adultes en formation professionnelle continue,
- individuels et familles
- les retraités - le plus souvent en voyage organisé de groupe,
- les comités d'entreprises,
- les voyages d'affaires (professionnels du secteur),
- les touristes locaux et nationaux,
- les touristes étrangers.

Pour les plus jeunes, la mobilité professionnelle, vécue, ou pressentie comme inéluctable, amène à s'interroger sur d'autres pratiques professionnelles, sur d'autres domaines d'activité économique. 
Pour les seniors, le souci d'être toujours dans la course est une motivation forte en faveur du tourisme technique, pour valider  ses propres savoirs professionnels et se tenir au courant de l'évolution du monde.
Tous les intervenants du domaine soulignent que la demande n'est plus seulement le fait de voyagistes œuvrant pour des groupes de retraités et de touristes, mais que la part des individuels augmente (elle atteint jusqu'à 40 % de fréquentation pour certains sites), et que d'autre part les services, les technologies nouvelles sont de plus en plus demandées, en particulier  par un public jeune, en formation ou déjà actif. D'autre part, les clientèles étrangères se diversifient sur le marché du tourisme technique avec, par exemple, l'arrivée des Japonais et des Européens en individuels, des Israéliens et des Chinois en groupe (cf. le service accueil Papillon à Roquefort).
Il faut enfin souligner que nous ignorons le plus souvent comment sont fabriqués les objets quotidiens, ceux qui font notre monde contemporain. Les entreprises ont procédé, depuis environ deux siècles, à une fermeture de leurs portes au monde extérieur  : fini le bon vieux temps où chacun pouvait passer la tête par la porte de l'atelier du forgeron, de la couturière. Au lieu de cela, l'entreprise est devenu un lieu clos, où n'entre que le personnel, à heure fixe, pour une mission déterminée.  Quels matériaux, quels gestes, quelles conditions de production, etc.  pour produire ma voiture, mon bâton de rouge à lèvres, mes lunettes, mon électricité,  mon vaccin, mon yaourt, mais aussi pour gérer mon compte bancaire, assurer la sécurité routière,  etc.  Autant de points souvent obscurs pour le citoyen et le consommateur qui veut comprendre et voir par lui-même.
Pour répondre à la variété des publics, l'offre d'un même site est souvent très compartimentée pour satisfaire les besoins pré-supposés des personnes concernées et s'appuie selon les cas sur un matériau, un savoir-faire, un domaine technologique, une tradition, une entreprise, un métier ; les angles d'approche sont extrêmement variés. Il s'agit d'une mise en lumière de méthodes et procédés de fabrication, production, industrialisation pour tous types de produits ou services.

## Une pratique culturelle encore mal quantifiée
Ce n'est que depuis quelques années que le tourisme technique est pris en compte par les statistiques produites à intervalles réguliers par le ministère de la Culture sur les pratiques culturelles des Français. On dispose toutefois de quelques pointages par sites, voire désormais par régions.
On dispose par exemple des chiffres diffusés par les entreprises elles-mêmes :
- Usine marémotrice de la Rance EDF : 360 000 visiteurs par an
- Station météorologique du mont Aigoual : 159 000 visiteurs par an
- Roquefort Société : 158 000 visiteurs par an
- Bénédictine : 1 550 000 visiteurs par an
- Airbus : 74 500 visiteurs par an
- Perrier : 60 000 visiteurs par an
- etc. pour les plus visitées d'entre elles, mais la liste pourrait être fort longue, jusqu'aux petites entreprises familiales et les artisans qui reçoivent chaque année plusieurs centaines de visiteurs.

### Une offre touristique qui se déploie et se structure

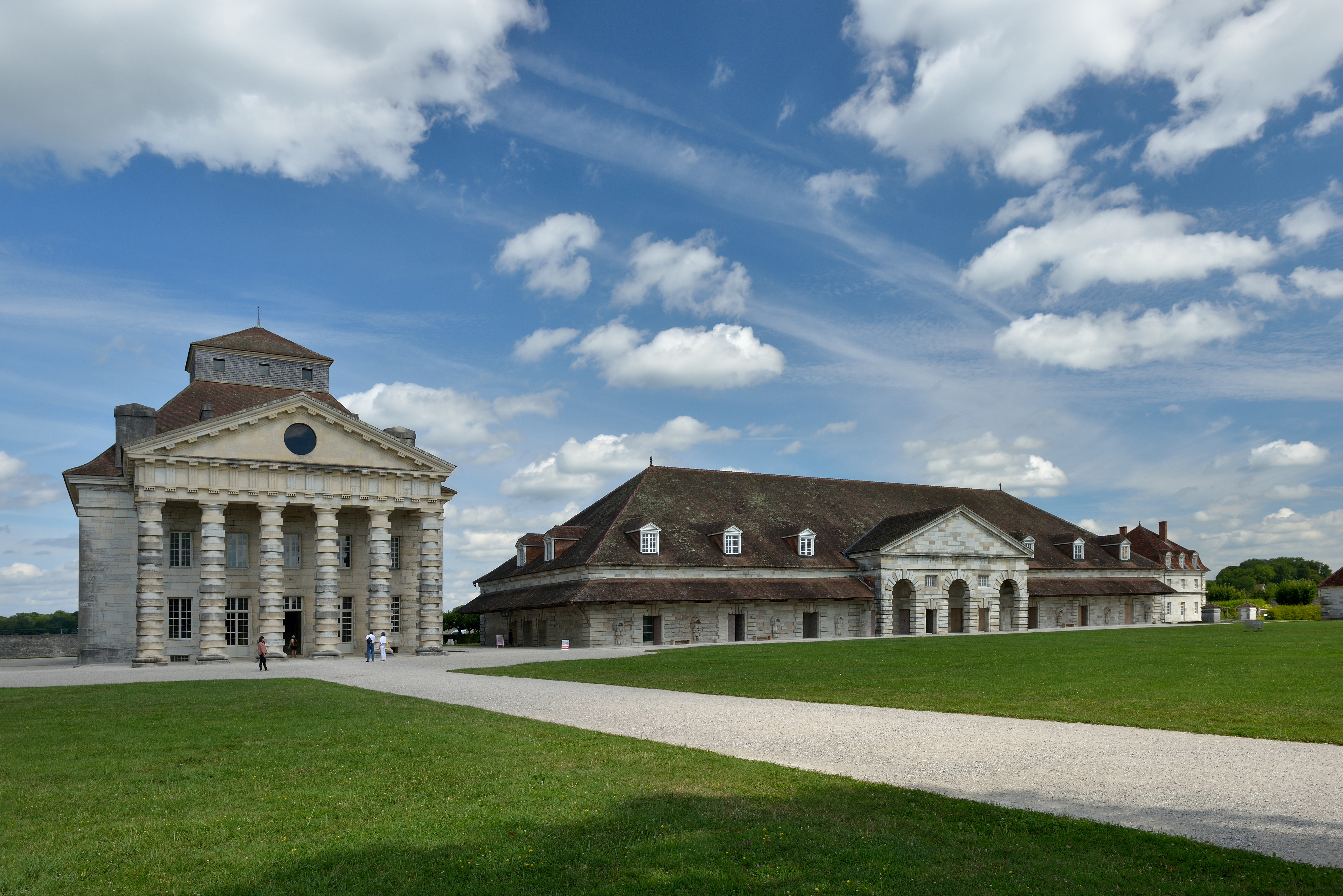
Saline royale d'Arc-et-Senans, avec à gauche la maison du directeur.

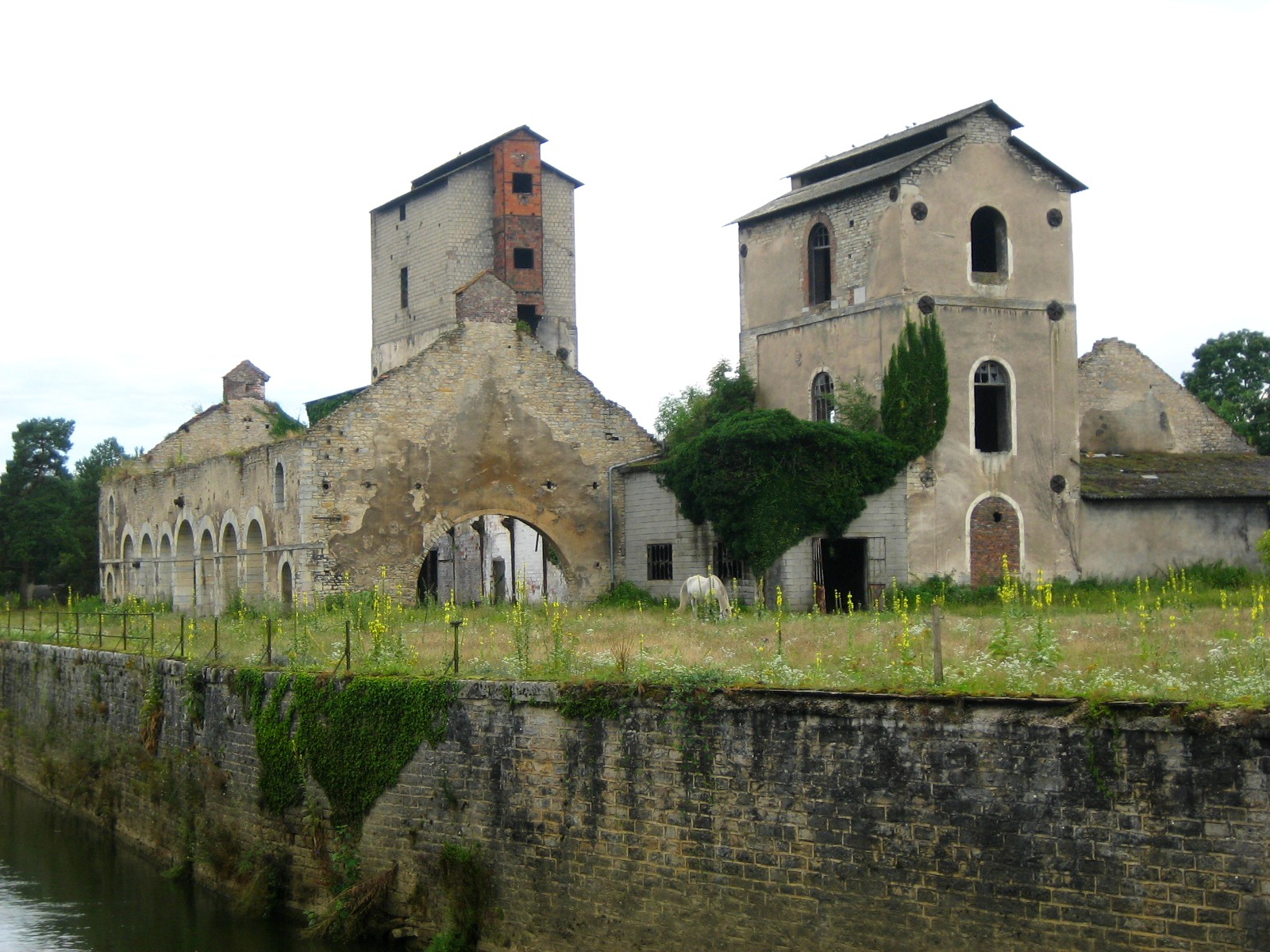
La forges de Rans.

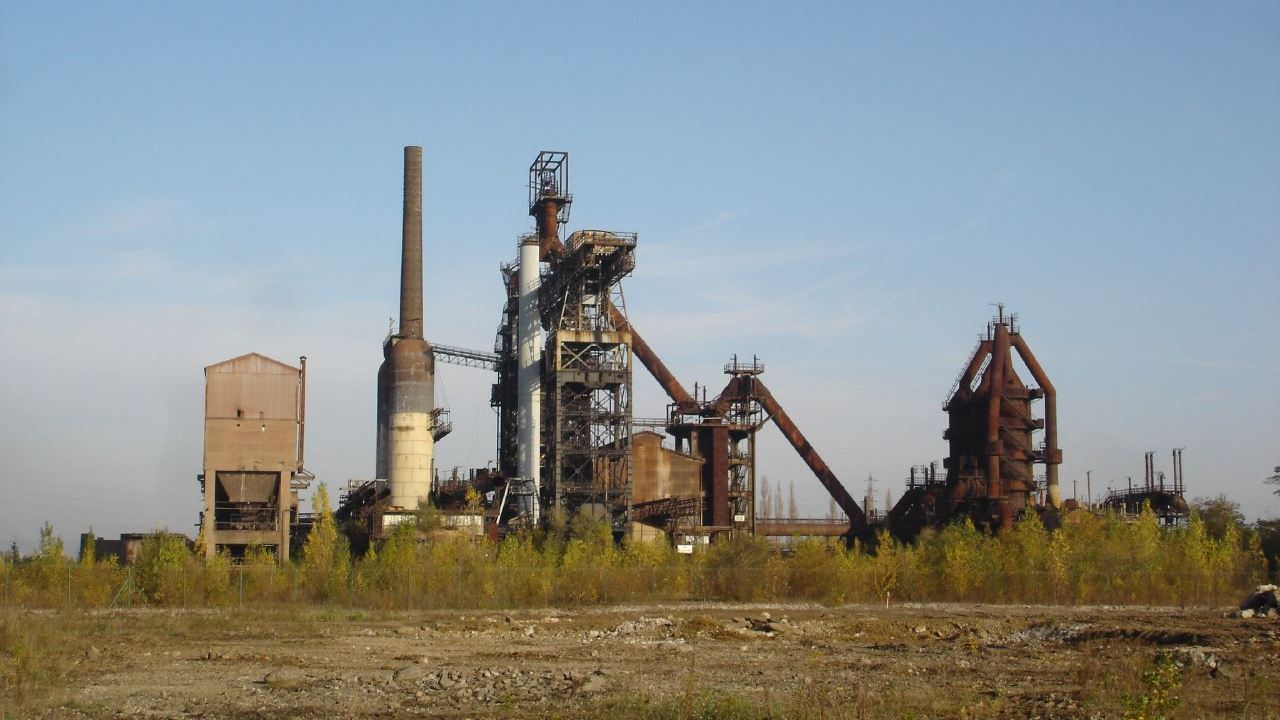
Le parc du fourneau U4.

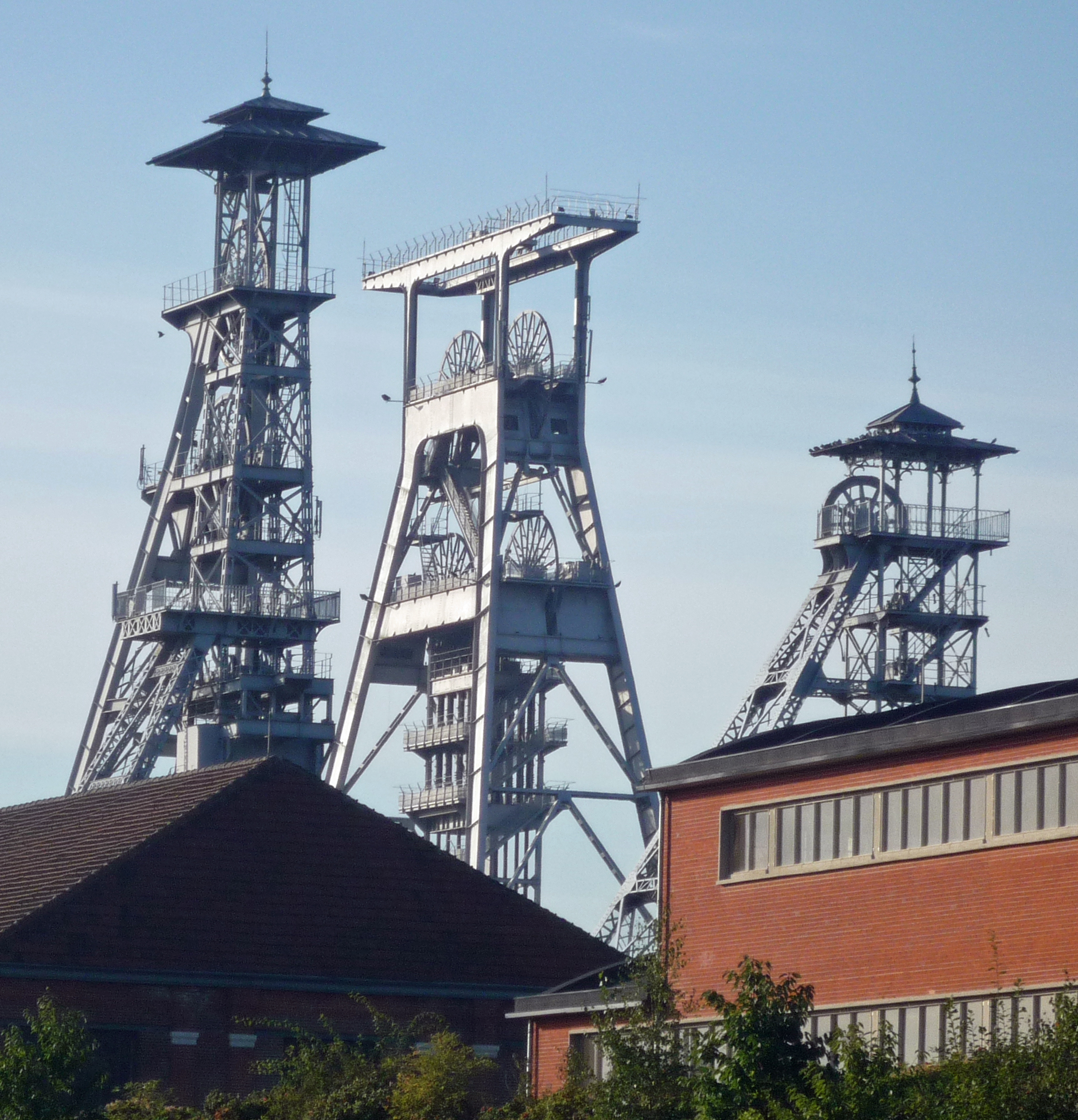
Les trois chevalements de la fosse Arenberg.

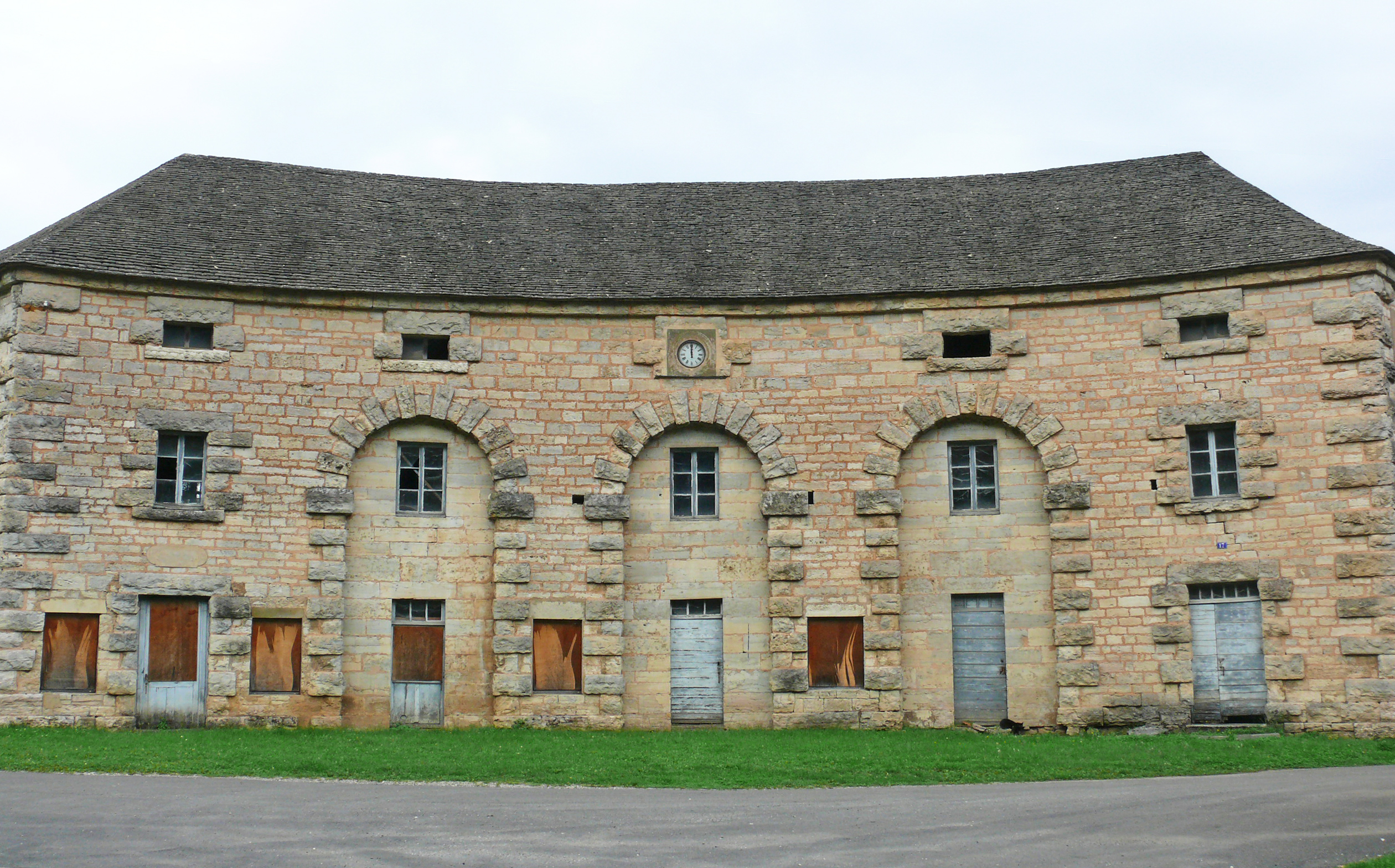
La forge-fonderie de Baignes.

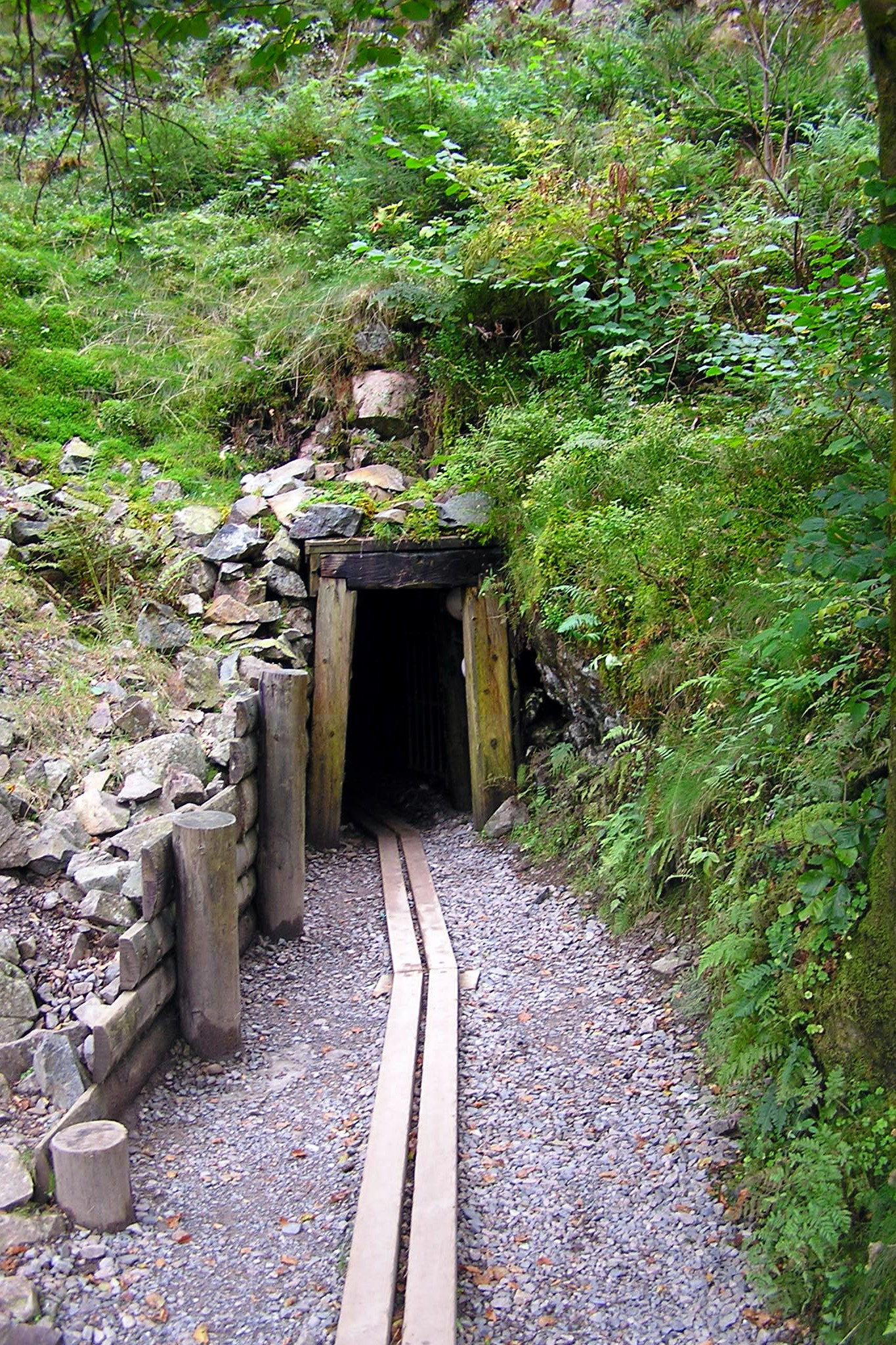
Entrée d'une galerie du Thillot.

L'offre de la part des entreprises françaises s'accroît d'année en année - elle est encore loin derrière un certain nombre d'autres pays : 60 % des entreprises allemandes et d'Europe du Nord sont ouvertes à la visite, seulement un peu plus de 20 % en France.
De plus cette offre se professionnalise : les entreprises hésitent de moins en moins à faire appel à des guides professionnels, venus de l'Office de tourisme, ou d'organisations de guides professionnels, à des prestataires extérieurs pour la mise en tourisme, pour la conception de circuits de visite ou pour la conception de "spectacle industriel" (ex.  le circuit-spectacle mis en place dans la verrerie BSN à Cognac).
L'offre se structure par la participation de plus en plus active des organismes institutionnels du tourisme (offices de tourisme, comités départementaux et régionaux du tourisme), des Chambres consulaires, des Chambres des métiers et des collectivités locales. L'encadrement institutionnel, en France se donne comme but de :
- diversifier l'offre touristique, notamment dans les régions à faible potentiel touristique (ex. le département de la Seine-Saint-Denis),
- valoriser l'histoire industrielle, (ex. : les départements du Nord, du Pas-de-Calais et de la Moselle)
- renforcer le potentiel économique d'un territoire, (ex. Futuroscope à Poitiers)
- redéployer une filière économique, (ex. : travail de la soie en Ardèche).

L'action institutionnelle se concrétise par la mise en place de routes thématiques (Route de la Porcelaine autour de Limoges, Route du Feu en Belgique, Route de l’Écorce terrestre au Québec…), par l'organisation de journées de visites,  par l'organisation de la promotion, par la création de produits touristiques particuliers (ex. Destination Bois par l'office de tourisme de Mimizan, dans les Landes).
De nombreux territoires s'organisent pour promouvoir ces lieux de l'économie. À titre d'exemple :
- le département de l'Ardèche est notamment bien mobilisé autour des bassins d'Aubenas et du Cheylard, en mettant en réseau divers écomusées et espaces muséographiques ou sites industriels comme l'Arche des métiers, la Maison Champanhet, l'Écomusée de Chirols, l'usine hydroélectrique de Montpezat

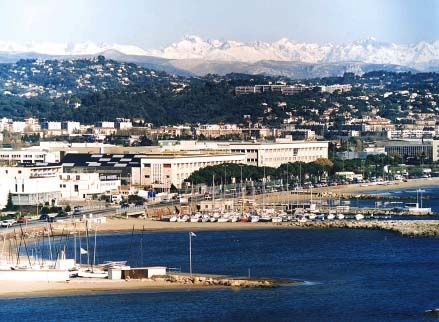
Vue du Centre spatial de Cannes - Mandelieu dans le quartier de La Bocca à Cannes.

- la ville de Cannes soutient l'association des retraités qui organise les visites du Centre spatial de Cannes - Mandelieu.

Les services ministériels prennent également en compte cette montée en puissance du tourisme technique avec par exemple la création, au sein de l'Afit (Agence française de l'ingénierie touristique), d'un service spécialisé.